# Fantasma de las Navidades Presentes
El Fantasma de las Navidades Presentes o Espíritu de las Navidades Presentes un personaje ficticio de la obra A Christmas Carol o Cuento De Navidad del novelista Charles Dickens. El espíritu se asemeja a Papá Noel de la tradición inglesa.

## Resumen
El fantasma de las Navidades Presentes es el segundo de los tres espíritus (tras la visita de Jacob Marley y el fantasma de las Navidades Pasadas) que se le aparecen al avaro Ebenezer Scrooge, para que se arrepienta. Le muestra a Scrooge cómo otras personas, especialmente aquellas que él conoce, celebran la Navidad para mostrar al lector lo que la gente piensa de Scrooge a sus espaldas. Es el tercer espectro que visita esa noche a Scrooge.
Cuando aparece por primera vez ante Scrooge, lo invita a conocerlo mejor. Según la novela de Dickens, el fantasma de las Navidades Presentes le parece a Scrooge como «un gigante alegre» con rizos de color marrón oscuro. Lleva una túnica verde forrada de piel y sobre su cabeza una corona con brillantes carámbanos. Lleva una gran antorcha, hecha para parecerse a una cornucopia, y aparece acompañado de una gran fiesta. Afirma que ha tenido «más de mil ochocientos» hermanos y luego revela la capacidad de cambiar su tamaño para adaptarse a cualquier espacio. También lleva una vaina sin espada, una representación de la paz en la Tierra y la buena voluntad hacia los hombres. 
El espíritu transporta a Scrooge por la ciudad, mostrándole escenas de festividad y carencias que están sucediendo mientras observan, rociando un poco de calor de su antorcha mientras viaja. Entre las visitas se encuentran las calles de la ciudad, la fiesta de Navidad del sobrino de Scrooge y la familia de Bob Cratchit, su empleado empobrecido. Scrooge se interesa por el hijo enfermo de Cratchit, Tiny Tim, y le pregunta al fantasma si Tim vivirá. El fantasma le asegura que «si estas sombras permanecen sin cambios en el futuro, el niño morirá», entonces se apresura para usar los comentarios despiadados del pasado de Scrooge a dos abogados caritativos en su contra, diciendo: «¿Y qué más da? Si se tiene que morir, lo mejor será que lo haga y disminuya el exceso de población». Luego, el espíritu advierte a Scrooge que «olvida esa mala jerga hasta que hayas descubierto cuál es el exceso y dónde está» y complementa diciéndole: «Es posible que, a los ojos del cielo, tú seas menos valioso y menos merecedor de vivir que millones, como el hijo de este pobre hombre». 
El espíritu finalmente revela a Scrooge dos niños demacrados, de apariencia subhumana y repugnantes de contemplar, aferrándose a su túnica, y nombra al niño como Ignorancia y a la niña como Necesidad. El espíritu advierte a Scrooge: «Guárdate de los dos y de todos los de su género, porque en la frente lleva escrita la Condenación, a menos que se borre lo que lleva escrito». El espíritu una vez más cita a Scrooge, quien pregunta si los niños grotescos «no tienen refugio ni salvación», y el espíritu responde con más palabras de Scrooge: «¿No están las cárceles? ¿No hay casas de misericordia?». 
El Fantasma de las Navidades Presentes quien ya ha envejecido, revela que sólo permanecerá en la Tierra por un tiempo muy corto, lo que implica ser esa la única fiesta de Navidad. Finalmente desaparece a la medianoche de la duodécima Noche, y deja a Scrooge para que reciba al fantasma de las Navidades Futuras, quien ya se acerca «como la niebla sobre el suelo».

## Aparición en varias adaptaciones cinematográficas
| Película                                          | Actor / Actriz        |
| ------------------------------------------------- | --------------------- |
| Scrooge (1935)                                    | Oscar Asche           |
| A Christmas Carol (1938)                          | Lionel Braham         |
| Scrooge (1951)                                    | Francis de Wolff      |
| Cuento de Navidad de Mr. Magoo (1962)             | Les Tremayne          |
| Scrooge (1970)                                    | Kenneth More          |
| A Christmas Carol (especial de televisión - 1984) | Felix Felton (voz)    |
| Cuento de Navidad de Mickey (1983)                | Will Ryan             |
| A Christmas Carol (1984)                          | Edward Woodward       |
| The Muppet Christmas Carol (1992)                 | Jerry Nelson (voz)    |
| A Christmas Carol (1997)                          | Whoopi Goldberg (voz) |
| A Christmas Carol (1999)                          | Desmond Barrit        |
| A Christmas Carol (2000)                          | Ray Fearon            |
| Cuento de Navidad de Charles Dickens (2001)       | Michael Gambon (voz)  |
| A Christmas Carol (2004)                          | Jesse L. Martin       |
| A Christmas Carol: Scrooge's Ghostly Tale (2006)  | Keith Wickham (voz)   |
| A Christmas Carol (2009)                          | Jim Carrey (voz)      |